# Бейеринк, Мартин
Ма́ртин Ви́ллем Бе́йеринк (нидерл. Martinus Willem Beijerinck; 16 марта 1851 — 1 января 1931) — голландский микробиолог и ботаник, создатель Делфтской школы микробиологов.
Член Нидерландской королевской академии наук (1884), иностранный член Лондонского королевского общества (1926), иностранный член-корреспондент Российской академии наук (1924), иностранный почётный член Академии наук СССР (1929).

## Краткая биография
Обучался в университете Лейдена, работал преподавателем микробиологии в аграрной школе в Вагенингене (теперь Вагенингенский университет) и позднее в политехнической высшей школе в Делфте (теперь Делфтский технический университет).

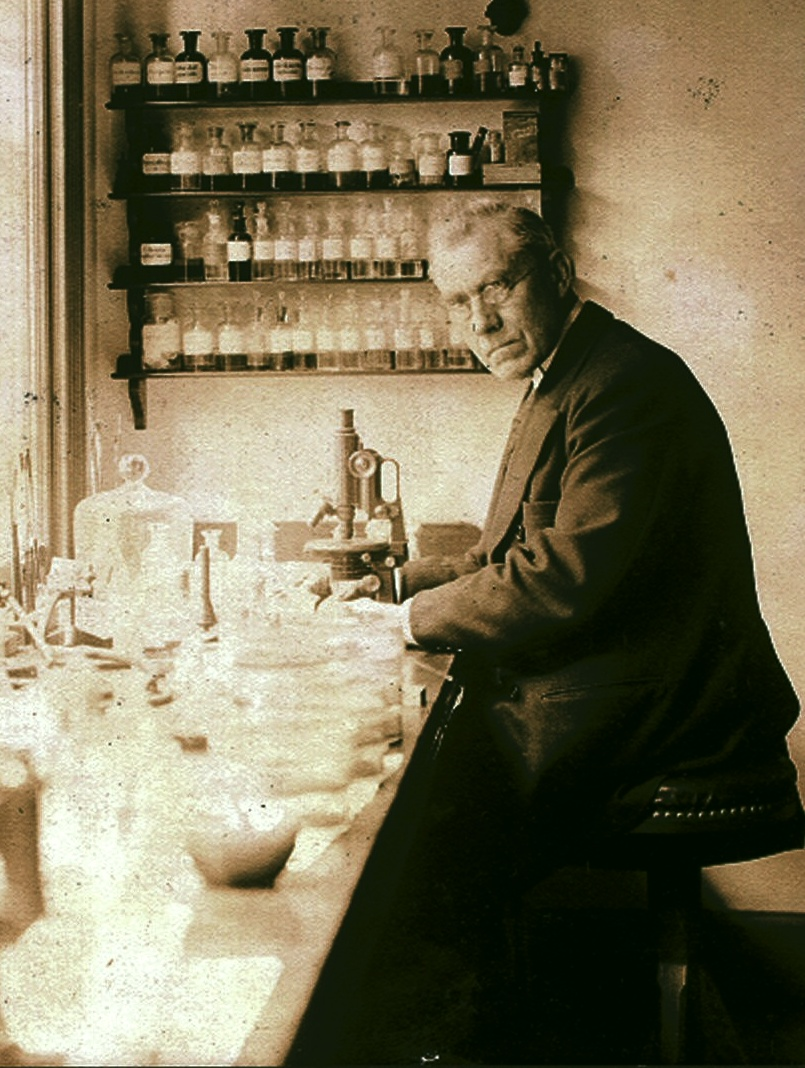
Мартин Бейеринк в своей лаборатории 12 мая 1921 года.

Первооткрыватель симбиотических азотфиксаторов (1888 год), свободноживущих аэробных азотфиксаторов рода Azotobacter (1901 год), сульфатредуцирующих бактерий Spirillum desulfuricans и сульфатредукции, который разработал метод накопительных культур, изучал почвенную микробиологию и связь микроорганизмов с плодородием почв, и является одним из основателей (наряду с С.Н.Виноградским) экологической микробиологии и вирусологии (наряду с Дмитрием Ивановским).
Бейеринк, независимо от Ивановского, в 1898 году повторил его эксперименты по фильтрации экстрактов из растений табака, которые были поражены заболеванием табачной мозаики. В то время вирусы были неизвестны, и в своей работе Бейеринк следовал по стопам своего коллеги Адольфа Майера в Вагенингене, который опубликовал десятилетием ранее первую публикацию по табачной мозаике и сделал неправильное заключение о бактериальной природе возбудителя. Как и Ивановский, Бейеринк показал, что фильтрация не помогает удержать возбудителя заболевания табачной мозаики на керамических фильтрах Шамберлана, которые обладали самыми малыми на то время порами и считались стандартом для ультрафильтрации жидкостей от бактериальных организмов. Бейеринк также показал, что патоген способен репродуцироваться и распространяться в клетках хозяина, но не может быть культивирован в питательной среде подобно бактериям. Новому патогену Бейеринк дал название вирус от латинского virus.
Бейеринк придерживался гипотезы о том, что вирус является некой жидкой материей, называя вирусный раствор сontagium vivum fluidum — заразной живой жидкостью. Данное представление о вирусах не как частицах, а как растворимой материи, впрочем, было опровергнуто вскоре после смерти Бейеринка. В 1935 году вирус табачной мозаики стал первым вирусом, который был закристаллизован Уэнделлом Стенли, что позволило в 1940-х годах установить структуру вируса табачной мозаики методом рентгеноструктурного анализа.

## Память
В 1970 г. Международный астрономический союз присвоил имя Мартина Бейеринка кратеру на обратной стороне Луны. C 1966 года Королевской академией наук и искусств Нидерландов вручается премия, названная в его честь.